# Šašová
Šašová (in ungherese Sasó, in tedesco Sachsendorf o Sachsenweiden, in ruteno Šašovo) è un comune della Slovacchia facente parte del distretto di Bardejov, nella regione di Prešov.

## Storia
Il villaggio è citato per la prima volta nel 1330 come località in cui la giustizia veniva amministrata secondo il diritto germanico. Nel 1350 entrò a far parte dei domini del villaggio di Kurima e successivamente passò ai nobili Cudar. Nel XVI secolo, elementi ruteni accorsero a ripopolare il villaggio.